# Ordine nazionale al merito (Ecuador)
L'Ordine Nazionale al Merito è un ordine cavalleresco ecuadoriano.

## Storia
L'Ordine è stato fondato l'8 ottobre 1821.

## Classi
L'Ordine dispone delle seguenti classi di benemerenza:
- Gran Collare
- Gran Croce
- Grand'Ufficiale
- Commendatore
- Ufficiale
- Cavaliere

## Insegne
- Il nastro è completamente giallo per tutte le classi esclusa quella di Gran Croce il cui nastro è giallo con un bordo blu e l'altro rosso.